# Baluster

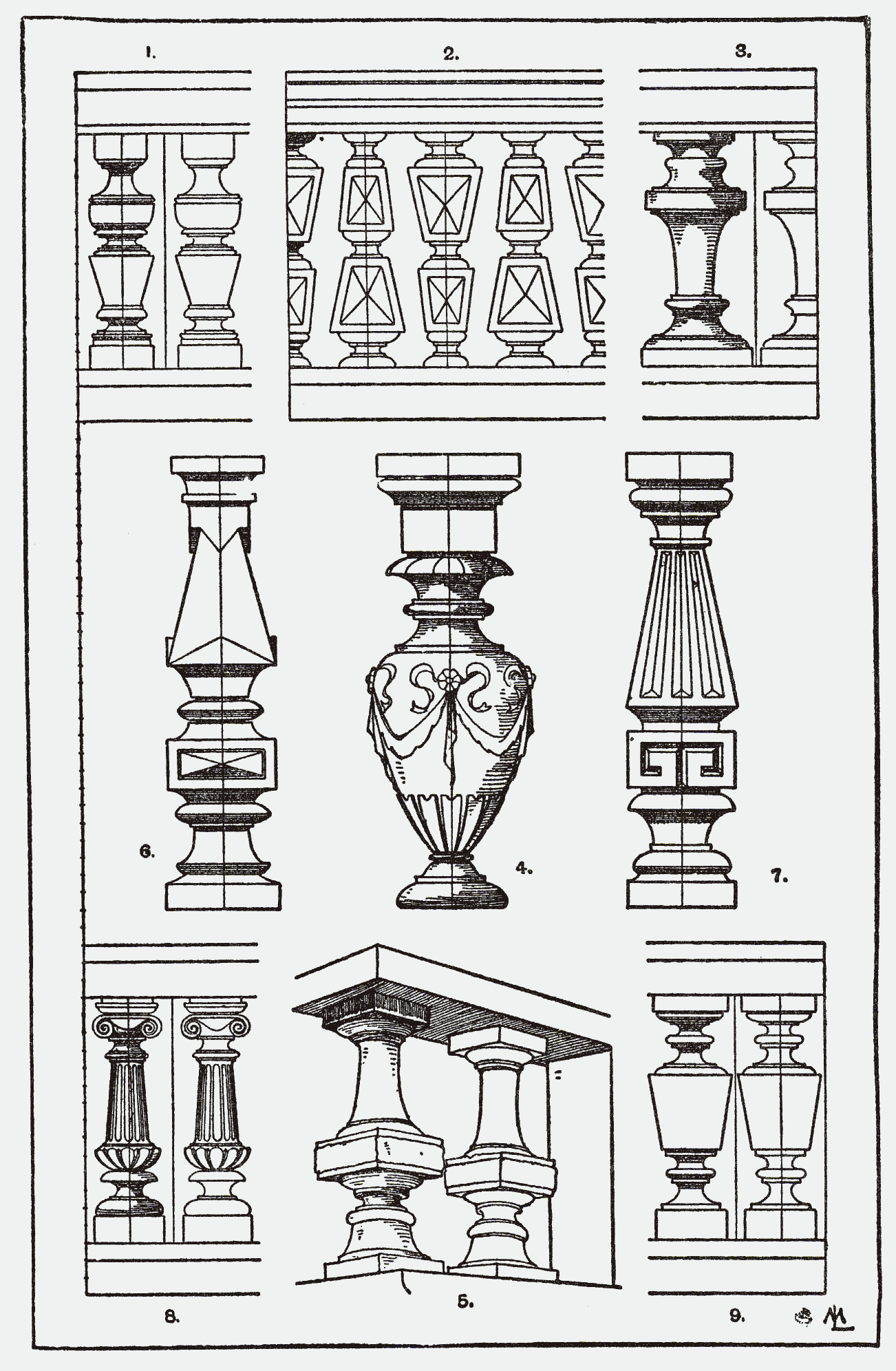
Verschillende soorten balusters

Een baluster is een speciaal voor zijn doel vormgegeven, sterk geprofileerde zuil of spijl. Balusters zijn doorgaans onderdeel van een balustrade. Ze zijn meestal gemaakt van  hout, gietijzer of beton. Balusters zijn bijvoorbeeld te vinden als onderdeel van bordestrappen van herenhuizen en grachtenpanden. Daar worden ze gebruikt ter ondersteuning van de leuning. Daarnaast zijn er objecten die door hun uitgesproken vorm met een baluster worden vergeleken, zoals een vaas of meubilaironderdeel. 
De naam komt uit het Grieks, balaustrion en Latijn balaustrium en betekent 'bloem van de granaatappel'. De vorm van de klassieke baluster is ontleend aan de vrucht. Ook weelderig vormgegeven meubelpoten of bepaalde bolvormige vazen worden wel 'baluster' genoemd.

## Afbeeldingen

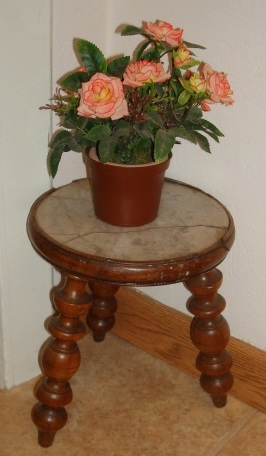
Balusterpoten
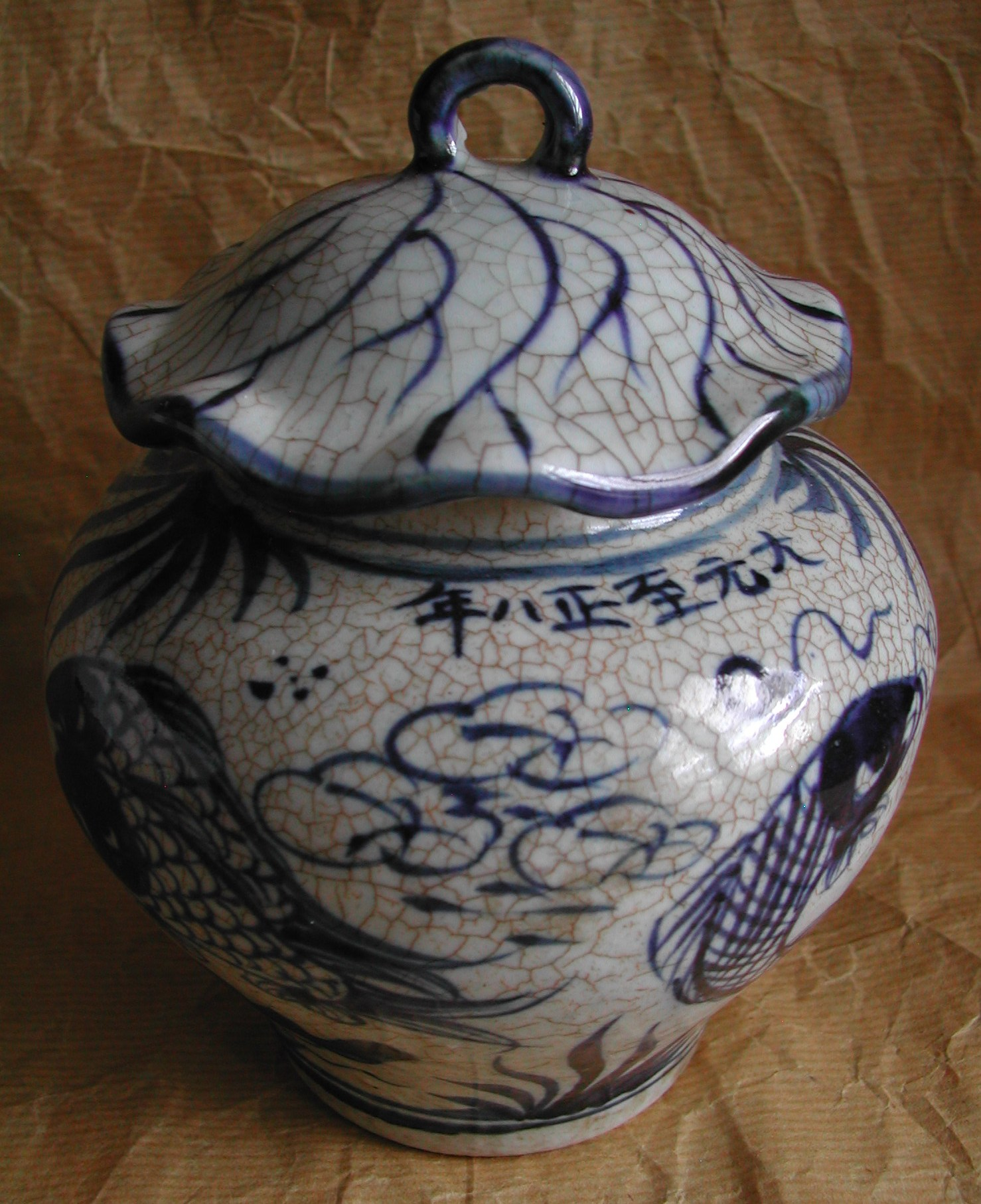
Balustervaas
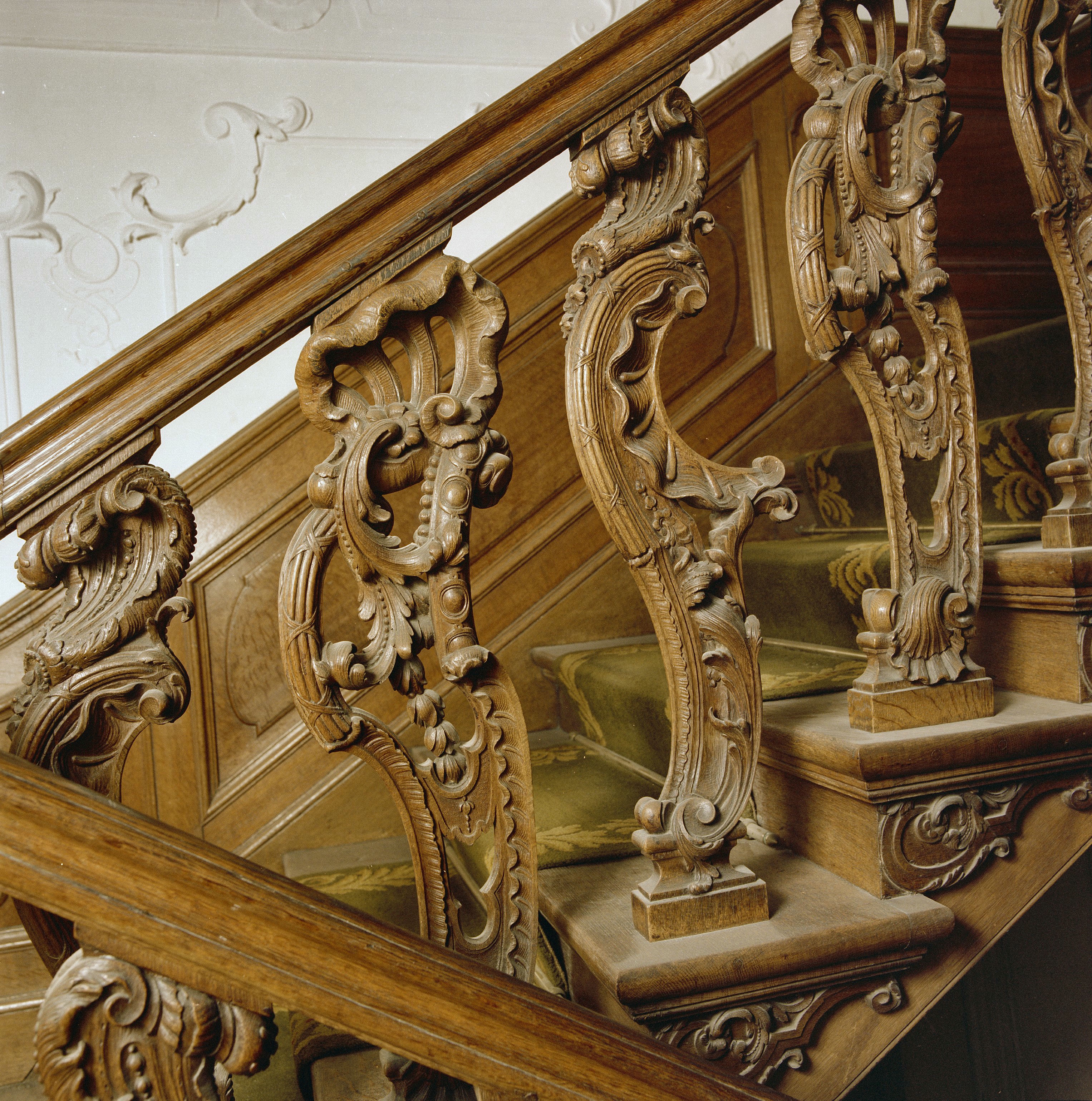
Trapleuning met balusters
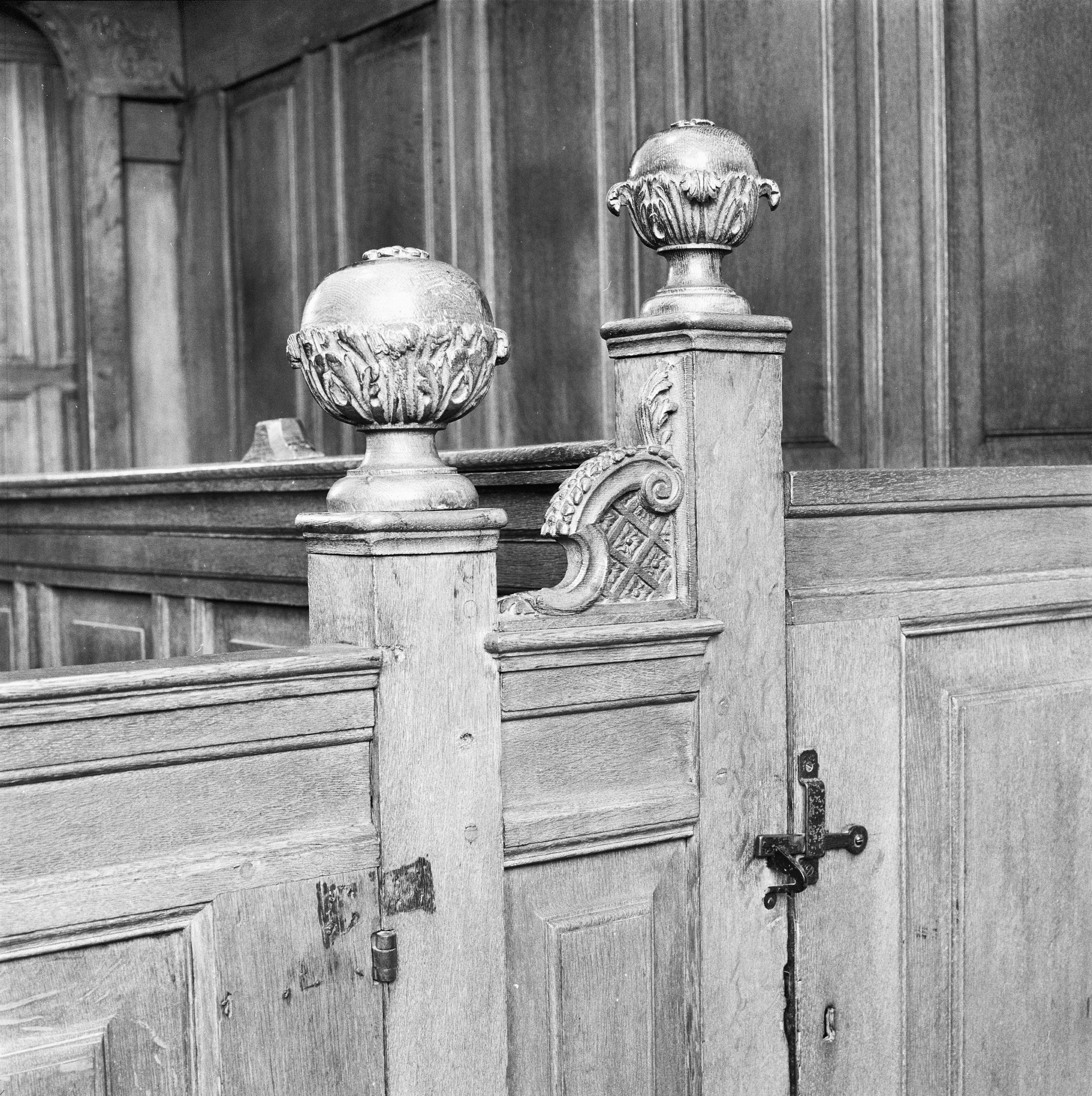
Balusters aan een kerkbank